# Fritz Oxholm
Fritz Johan Georg O'Neill Oxholm (født 23. april 1850 i Ballinhede i Irland, død 3. eller 4. februar 1878) var en dansk militærperson i russisk tjeneste, bror til Carl O'Neill Oxholm.
Han var søn af Oscar O'Neill Oxholm og hustru og blev dansk Jagtjunker. Oxholm trådte i russisk kejserlig tjeneste og udmærkede sig i den russisk-tyrkiske krig, avancerede til løjtnant i kavaleriet og blev ridder af Sankt Georgs-ordenen. Han blev såret i slaget ved Philippopel og døde kort derefter af sine sår. Ved meddelelsen om hans død tilføjede den kommanderende general kommentaren: "Nous perdons en lui un excellent officier, décoré personnellement par l'empereur pour distinction militaire".